# Федотова, Валентина Гавриловна
Валенти́на Гаври́ловна Федо́това (род. 5 ноября 1941 года, Пенза, СССР) — советский и российский философ, специалист в области социальной философии, методологии социального познания. Доктор философских наук, профессор, заведующая сектором социальной философии Института философии РАН. Академик РАЕН (1999) и РАГН.

## Биография
Родилась 5 ноября 1941 года в Пензе.
В 1965 году окончила Пензенский политехнический институт.
В 1968 году окончила аспирантуру кафедры философии естественных факультетов МГУ имени М. В. Ломоносова и защитила диссертацию на соискание учёной степени кандидата философских наук по теме «Информационный подход к анализу искусства».
В 1968—1977 годах — ассистент, старший преподаватель, доцент кафедры философии Московского физико-технического института.
В 1977—1986 годах — старший, затем ведущий научный сотрудник Института философии АН СССР, доцент кафедры философии МФТИ, доцент кафедры философии естественных факультетов МГУ.
В 1986—1997 годах — заведующая сектором, руководитель Центра методологии социального познания Института философии АН СССР.
В 1984—1992 годах — заместитель заведующего кафедрой философской антропологии и комплексных проблем человека философского факультета МГУ.
В 1986 году в Институте философии АН СССР защитила диссертацию на соискание учёной степени доктора философских наук по теме «Социокультурная детерминация в социальном познании».
С 1994 года — профессор кафедры культурологии МГУ имени М. В. Ломоносова.
В 2011 году по договору Института философии РАН с Волгоградским государственным университетом принимала участие в научном сотрудничестве и методической помощи кафедре философии ВолГУ.
В 2011 году — приглашённый исследователь в Институте Гарримана Колумбийского университета.
В 2012 году — приглашённый исследователь в Колумбийском университете.
В настоящее время заведующая сектором социальной философии и председатель диссертационного совета Д.002.015.02 по защите докторских диссертаций по социальной философии Института философии РАН.
Преподавала в университетах США и Европы. Читает лекции в МФТИ, МГУ, в Высшей школе экономики, ГАУГН и на кафедре культурологи социологического факультета МПГУ, в Воронежском, Тамбовском, Брянском, Нижегородском, Санкт-Петербургском и других университетах.
Автор 10 монографий в области социальной философии, методологии социального познания и более 200 статей.
Научный руководитель 12 кандидатских и научный консультант 10 докторских диссертаций.

## Научная деятельность
Федотовой предложена целостная концепция социального познания, показана непосредственная укоренённость социального знания в структурах повседневности, связь научного и вненаучного социального знания. Выделены основные парадигмы социального знания и их связь с социально-культурными процессами. Обоснована социально-культурная роль науки, а также дано определение вненаучного знания как принципиально значимого пласта, соединяющего научное знание с практикой. Федотовой исследована роль социально-культурных факторов в изменении парадигм социального знания, а также роль социально-гуманитарного знания и духовных составляющих в ходе модернизации. Также ею рассмотрены источники признания социального развития — наука, традиции, культура, идеология и обоснована идея объективности культурных форм.

## Награды
- За доблестный труд. В ознаменование 100-летия со дня рождения Владимира Ильича Ленина[2];
- Медаль «В память 850-летия Москвы»[2];
- 1998 — лауреат премии конкурса лучших книг ИФ РАН за монографию «Модернизация „другой“ Европы»[2];
- 2009 — лауреат первой премии конкурса лучших книг ИФ РАН за книгу «Глобальный капитализм: три великие трансформации»[2].

## Семья
- Муж — Анатолий Иванович Уткин (1944–2010) — советский и российский историк и политолог, специалист в области международных отношений, признанный эксперт по внешней политике США, советник Комитета по международным делам Государственной Думы. Особая область научных интересов — региональная политика США, в частности — в Европе; история «холодной войны».

## Научные труды

### Монографии
- Федотова В. Г. Критика социокультурных ориентаций в современной буржуазной философии: сциентизм и антисциентизм. — М.: Наука, 1981;
- Федотова В. Г. Практическое и духовное освоение действительности. — М.: Наука, 1991;
- Козловский В. В., Федотова В. Г. В поисках социальной гармонии. — Свердловск: Изд-во Свердловского университета, 1990;
- Козловский В. В., Уткин А. И., Федотова В. Г. Модернизация: от равенства к свободе. — СПб.: Изд-во Санкт-Петербургского университета. 1995;
- Федотова В. Г. Модернизация «другой» Европы. — М.: ИФ РАН, 1997.
- Панарин А. С., Покровский Н. Е., Уткин А. И., Федотова В. Г. На перепутье. Новые вехи. — М.: Логос, 1999;
- Федотова В. Г. Анархия и порядок. — М.: Эдиториал УРСС. 2000;
- Федотова В. Г. Хорошее общество. — М.: Прогресс-Традиция, 2005. — 544 с.
- Федотова В. Г., Колпаков В. А., Федотова Н. Н. Глобальный капитализм: три великие трансформации (социально-философский анализ взаимоотношений экономики и общества). — М.: Культурная революция, 2008. — 607 с.
- Федотова В. Г. Модернизация и культура. М., 2011. (Электронная публикация на Интернет-портале «Интелрос»).

### Ответственный редактор и соавтор коллективных монографий
- Модернизация и глобализация: образы России в XXI веке. — М.: ИФ РАН, 2002.
- «Хорошее общество». Социальное конструирование приемлемого для жизни общества. — М.: ИФ РАН, 2003. 182 с.
- Новые идеи в социальной философии. — М.: ИФ РАН, 2006. — 324 с.
- Человек в экономике и других социальных средах. — М.: ИФ РАН, 2008. — 195 с.
- Меняющаяся социальность: новые формы модернизации и прогресса. — М.: ИФ РАН, 2010. — 274 с.
- Меняющаяся социальность: контуры будущего. — М.: ИФ РАН, 2012.
- Социально-философский анализ модернизации: теории, модели, опыт. — М.: ИФ РАН, 2013.

### Научные статьи
- Федотова В. Г. Антисциентистские модели познания // Социологические исследования. — 1979. — № 1;
- Федотова В. Г. Основные проблемы и концепции социологии науки в ФРГ // Социологические исследования. — 1980. — № 1;
- Федотова В. Г. Проблемы теории развития науки и методологический анархизм П. Фейерабенда. [В соавт.] // Вопросы истории естествознания и техники. — 1980. — № 3;
- Федотова В. Г. Понимание в системе методологических средств современной науки // Объяснение и понимание в научном познании. — М., 1983;
- Федотова В. Г. Духовность как фактор перестройки // Вопросы философии. — 1987. — № 3;
- Федотова В. Г. Душевное и духовное // Философские науки. — 1988. — № 4;
- Федотова В. Г. Что может и чего не может наука? // Философские науки. — 1989. — № 12;
- Федотова В. Г. Истина и правда повседневности // Философская и социологическая мысль. Киев, 1990. — № 3—4;
- Федотова В. Г. Свобода или равенство? // Философские науки. — 1991. — № 4;
- Федотова В. Г. Ценностные ориентации как предпосылка построения программы социальной модернизации. [В соавт.] // ОНС. 1992. № 1;
- Федотова В. Г. Классическое и неклассическое в социальном познании // ОНС. 1992. № 4;
- Федотова В. Г. Российская история в зеркале модернизации // Вопросы философии. — 2009. — № 12.
- Федотова В. Г., Уткин А. И. Мир, расколотый на острова // Экономические стратегии. — 2009. — № 8.
- Федотова В. Г. Экономика в российской общественной мысли // Философские науки. — 2009. — № 11.
- Федотова В. Г., Уткин А. И., Федотов Н. Н. Экологополитический и экологосоциологический дискурсы // Знание. Понимание. Умение. — 2009. — № 4.
- Федотова В. Г., Илларионов С. В., Микешина Л. А. Обсуждаем статьи о методологии // Эпистемология и философия науки. —2009. — Т. 19. — № 1.
- Федотова В. Г. Циклический характер российского развития // Вестник ВолГУ. Сер. 7: Философия, Социология и социальные технологии. — 2009. — № 2.
- Федотова В. Г.Модернизация: переосмысливая теорию и практику // Социологический ежегодник, 2010: Сб. науч. тр. / РАН. ИНИОН., ВШЭ. — М. 2010. — С. 63-80.
- Федотова В. Г. Механизмы ценностных изменений общества // Философские науки. — 2010. — № 11.
- Федотова В. Г. Социальные инновации как основа процесса модернизации общества // Вопросы философии. — 2010. — № 10.
- Федотова В. Г. Экология и средний класс // Знание. Понимание. Умение. — 2010. — № 3.
- Федотова В. Г., Колпаков В. А. Эволюция экономической теории: от А. Смита к неосмитианству // Мир перемен. — 2010. — № 4.
- Федотова В. Г. Роль социальной науки и социальной философии в российском обществе // Вестник Волгоградского государственного университета. Серия 7: Философия. Социология и социальные технологии. 2011. — № 2.
- Федотова В. Г. Новые идеи в социальной теории // Социологические исследования. 2011. — № 11.
- Федотова В. Г. Социологи о российской модернизации // Политические исследования. —2011. — № 6.
- Федотова В. Г., Колпаков В. А., Федотов Н. Н. Меняющаяся социальность: будущее капитализма // Вопросы философии. — 2011. — № 6.
- Федотова В. Г. Единство и многообразие культур в условиях глобализации // Вопросы философии. — 2011. — № 9.
- Федотова В. Г. О некоторых особенностях достижения демократической консолидации и солидарности в обществе // Социологический ежегодник. — 2012. — С. 168—184.
- Федотова В. Г. Политика и перформанс // Вопросы культурологии. — 2012. — № 12. — С. 38-43.
- Федотова В. Г. Гражданская культура: концепция для обществ, вступивших в демократию // Гражданское общество: Идеи и практика. Ежегодник. Чебоксары, 2012. Вып. 5. — С. 8-23.
- Федотова В. Г. Теорема Томаса китайской модернизации // Вопросы философии. — 2012. — № 6.
- Федотова В. Г. Конец догоняющей модели модернизации // Стратегия. Журнал института экономических стратегий Отделения РАН. — 2012. — № 5.
- Федотова В. Г. Успешные уроки модернизации: как превратить слабость в силу? // Политическая наука. — 2012. — № 2.
- Федотова В. Г., Колпаков В. А., Федотов Н. Н. Какая модернизация и какой капитализм нужны России? // Вопросы философии. — 2013. — № 10. — С. 3-12.
- Федотова В. Г., Пантин И. К., Алиев М. Г. и др. Такие разные России. Часть I. Круглый стол журнала «Полис» и сектора социальной философии ИФ РАН // Политические исследования. — 2013. — № 2. — С. 79-93.
- Федотова В. Г., Федотова Н. Н., Сиземская И. Н., Канарш Г. Ю и др. Такие разные России. Часть II. Круглый стол журнала «Полис» и сектора социальной философии ИФ РАН // Политические исследования. — 2013. — № 3. — С. 87-112.
- Федотова В. Г., Федотов Л. Н., Китаева О. Н. Познавательные средства анализа новой реальности обществ третьего модерна // Знание. Понимание. Умение. — 2013. — № 2. — С. 162—172.
- Федотова В. Г. Модернизация, культура и социальный капитал // Вестник Московской государственной академии делового администрирования (МГАДА). Сер. «Экономика». — 2013. — № 2(22). — С. 7-16.
- Федотова В. Г., Колпаков В. А. Экономика и демократия в проекте модернизации России // Знание. Понимание. Умение. — 2013. — № 1. — С. 323—332.
- Федотова В. Г. Кризис модернизации и архаизация общества // Знание. Понимание. Умение. — 2013. — № 1. — С. 309—313.

### Доклады на научных конференциях и конгрессах
- Федотова В. Г. Теории справедливости и экономика — Доклад на Московском экономическом форуме, секция «Экономическая свобода и социальная справедливость: уроки мирового экономического кризиса», Москва, МГУ им. М. В. Ломоносова, 20 марта 2013 г.
- Федотова В. Г. Социальный капитал как один из видов внеэкономического капитала — Доклад на конференции «Развитие социального капитала и гуманизация образования как условие повышения качества жизни», г. Зеленоград (МО), Московская государственная академия делового администрирования, 19 апреля 2013 г.
- Федотова В. Г. Проективные функции концепций справедливости — Доклад на круглом столе «Проблемы справедливости в контексте современной России» Московско-Петербургского философского клуба и Института философии РАН, Москва, Институт философии РАН, 23 апреля 2013 г.
- Федотова В. Г. Глобализация как мегатренд и локальные тренды модернизации — Доклад на секции «Философия глобализации» XXIII Всемирного философского конгресса «Философия как познание и образ жизни», Афины, Университет Афин, 04-10 августа 2013 г.
- Федотова В. Г. Мультикультурализм и фрагментация — Выступление на Мировом общественном форуме «Диалог цивилизаций», о. Родос (Греция), секция «Школа диалога культур», 3 октября 2013 г.
- Федотова В. Г. Невидимая рука рынка и невидимая рука общества — Выступление на III Бакинском международном гуманитарном форуме, секция «Гуманитарные аспекты экономики», Баку (Азербайджан), 1 ноября 2013 г.
- Федотова В. Г. Выступление на круглом столе «Философия глобальных процессов и систем», Москва, РГСУ, 26 ноября 2013 г.

## Видеозаписи выступлений
- Программа «Визави с миром» // Радиостанция «Голос России», 5 ноября 2013.
- Доклад // Пленарная конференция № 1. «Экономическая свобода и социальная справедливость: уроки мирового экономического кризиса». Московский экономический форум 20 марта 2013.
- «Что такое „нормальный человек“ сегодня?» // Телеканал «Культура», программа Виталия Третьякова «Что делать?» (эфир 23 января 2011 года).